# Pniewo (gromada w powiecie kutnowskim)
Pniewo – dawna gromada, czyli najmniejsza jednostka podziału terytorialnego Polskiej Rzeczypospolitej Ludowej w latach 1954–1972.
Gromady, z gromadzkimi radami narodowymi (GRN) jako organami władzy najniższego stopnia na wsi, funkcjonowały od reformy reorganizującej administrację wiejską przeprowadzonej jesienią 1954 do momentu ich zniesienia z dniem 1 stycznia 1973, tym samym wypierając organizację gminną w latach 1954–1972.
Gromadę Pniewo z siedzibą GRN w Pniewie utworzono – jako jedną z 8759 gromad na obszarze Polski – w powiecie kutnowskim w woj. łódzkim, na mocy uchwały nr 30/54 WRN w Łodzi z dnia 4 października 1954. W skład jednostki weszły obszary dotychczasowych gromad Annetów, Pniewo i Tomaszew oraz wieś Odolinek z dotychczasowej gromady Stradzew ze zniesionej gminy Plecka Dąbrowa a także obszar dotychczasowej gromady Zleszyn ze zniesionej gminy Bedlno w tymże powiecie. Dla gromady ustalono 14 członków gromadzkiej rady narodowej.
Gromadę zniesiono 31 grudnia 1961, a jej obszar włączono do gromad: Plecka Dąbrowa (wieś Annetów, wieś Franciszków Nowy, kolonię i parcelę Karolew, stację kolejową Żychlin, parcelę i kolonię Pniewo, wieś Pniewo Małe, wieś Tomaszew oraz wieś Wydmuch) i Bedlno (osadę Cieplice, wieś Odolinek, wieś Zleszyn Nowy oraz wieś Zleszyn Stary).